# Aglais erythrophaea
Aglais erythrophaea är en fjärilsart som beskrevs av Fritsch 1913. Aglais erythrophaea ingår i släktet Aglais och familjen praktfjärilar. Inga underarter finns listade i Catalogue of Life.